# Saint-Symphorien-le-Château
Saint-Symphorien-le-Château foi uma comuna francesa na região administrativa do Centro, no departamento Eure-et-Loir. Estendia-se por uma área de 9,44 km². Em 2010 a comuna tinha 1 338 habitantes (densidade: 141,7 hab./km²).
Em 1 de janeiro de 2012, passou a formar parte da nova comuna de Bleury-Saint-Symphorien.